# ملعب لا مالاديير
ملعب لا مالاديير (بالإنجليزية: Stade de la Maladière)‏ هي ملعب رياضي لكرة القدم في مدينة نوشاتيل السويسرية، أسست سنة 2007، وعدد المقاعد بالمدرجات لا تتجاوز 12 ألف متفرج.